# Guillermo García (volley-ball)
Pour les articles homonymes, voir Guillermo García et García.
Guillermo García est un joueur argentin de volley-ball né le 21 septembre 1983 à Villa María (province de Córdoba). Il mesure 1,93 m et joue réceptionneur-attaquant. Il totalise 61 sélections en équipe d'Argentine.

## Clubs
| Club                | De        | À         |
| ------------------- | --------- | --------- |
| Personal Bolívar    | 2003-2004 | 2009-2010 |
| Buenos Aires Unidos | 2010-2011 |           |
| Personal Bolívar    |           | 2012-2013 |
| Rennes Volley 35    | sep 2013  | déc 2013  |
| Personal Bolívar    | jan 2014  | ...       |

## Palmarès
- Championnat d'Argentine (5)
  - Vainqueur : 2004, 2007, 2008, 2009, 2010
  - Finaliste : 2005
- Coupe d'Argentine (4)
  - Vainqueur : 2007, 2008, 2009, 2010